# Forza Italia (2013)

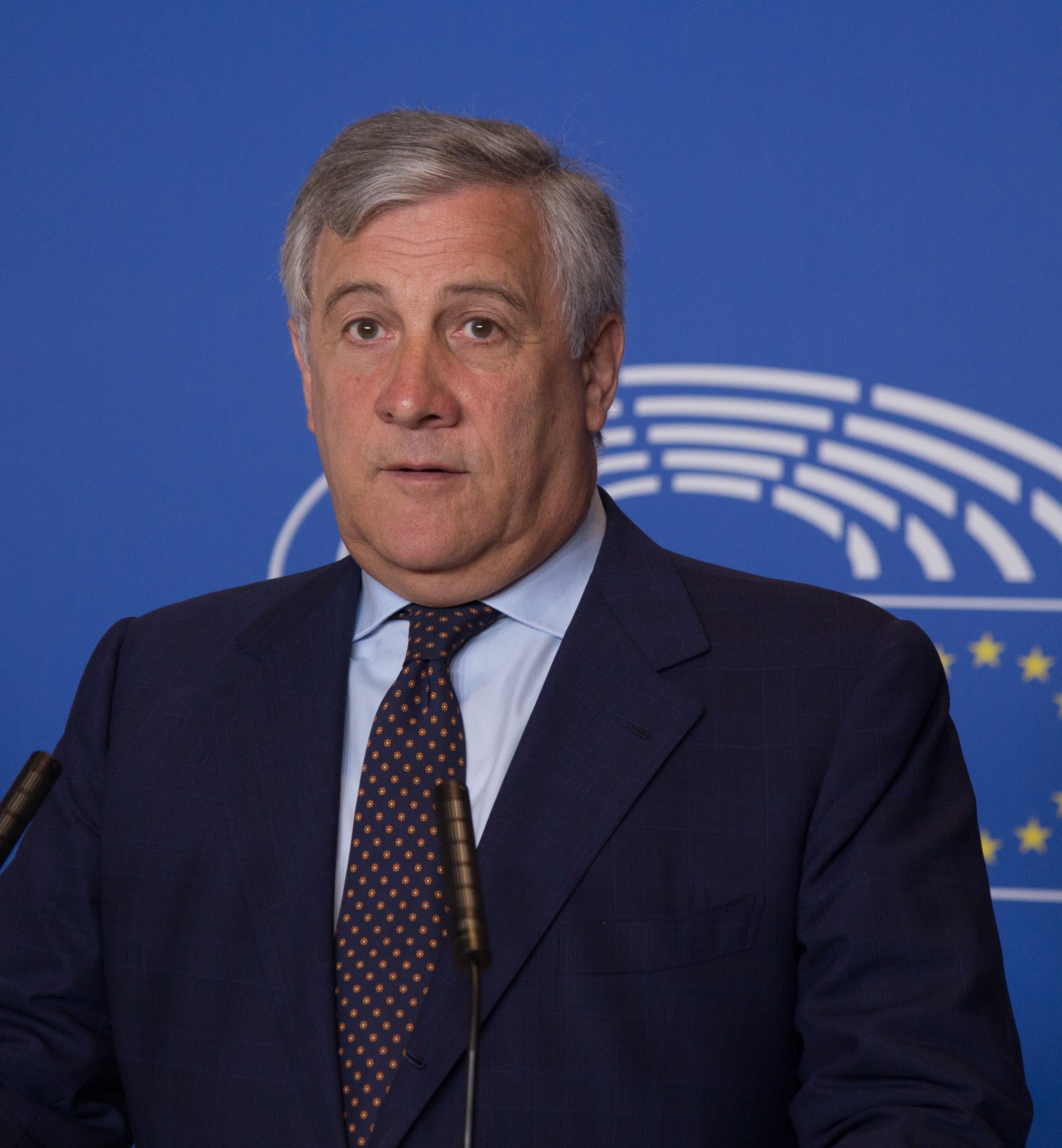
Antonio Tajani är Forza Italias nuvarande partiledare

Forza Italia (’framåt Italien’), som förkortas FI, är ett borgerligt politiskt parti i Italien, som tidigare leddes av Silvio Berlusconi. Partiet återskapades i slutet av 2013. Nuvarande partiledare är Antonio Tajani.
Partiet, som består av det förutvarande partiet Frihetens folk (PdL), är en efterföljare till det upplösta partiet Forza Italia, som existerade från 1994 till 2009, när det gick samman med Nationella alliansen (AN) och flera småpartier för att bilda PdL. Bland Forza Italias framstående medlemmar finns Giovanni Toti, Antonio Tajani, Renato Brunetta, Paolo Romani, Maurizio Gasparri, Mariastella Gelmini, Antonio Martino, Giancarlo Galan och Sandro Bondi.
I Europaparlamentsvalet 2014 erhöll FI 13 av Italiens 73 mandat.
Inför parlamentsvalet 2018 ingick FI en valkoalition med de borgerliga partierna Lega, Italiens bröder (Fratelli d'Italia) och Mittenunionen (Unione di Centro, UdC).